# Sergi Guardiola
Sergi Guardiola Navarro (Manacor, Mallorca, 29 de mayo de 1991) es un futbolista español que juega de delantero en el Córdoba C. F. de la Segunda División de España.

## Carrera
El jugador, natural de la ciudad mallorquina de Manacor, y criado en la murciana Jumilla, se formó en la cantera del Lorca Deportiva CF, e hizo su debut en su último año en la temporada 2009-10, en Tercera División. En el verano de 2010, fichó con el club de su localidad natal FC Jumilla en Segunda B.
En febrero de 2012 se trasladó a La Nucía CF en la cuarta división. El 1 de agosto de 2012 se unió al Ontinyent CF. Se movió al Getafe "B" en 12 de enero del año siguiente.
El 12 de julio de 2014 fichó por el C. D. Eldense, después de anotar diez goles en la campaña 2013-14 cuando jugaba en el Novelda C. F. El 14 de mayo del año siguiente llegó a un acuerdo de tres años con A. D. Alcorcón, que era efectiva hasta el 1 de julio.
Hizo su debut profesional el 22 de agosto de 2015, de entrar en la segunda mitad sustituyendo a Óscar Plano con un 2-0 en casa contra el R. C. D. Mallorca. El 24 de diciembre terminó su contrato.
El 28 de diciembre de 2015 firmó un contrato de un año con el F. C. Barcelona, siendo asignado al filial. Sin embargo, pocas horas más tarde, fue despedido por el descubrimiento de ofensivos tuits sobre el club y Cataluña.
El 9 de enero se unió al Granada C. F. "B" para el resto de la temporada. Hizo su debut dos días después, poniendo a su equipo por delante con un tiro de penalti contra CD San Roque de Lepe.
En septiembre de 2016 fue cedido al Adelaide United hasta junio de 2017 y fue entrenado por el español Guillermo Amor.
En enero de 2017 es cedido al Real Murcia C. F. para jugar en la Segunda División B, donde realizó su debut en un amistoso ante el FC Dacia Chisinau y anotó el único gol del partido. Marca su primer gol oficial ante el Linares Club de Fútbol en la victoria de su equipo por 2-0. Finalizó la temporada con 10 goles en 20 partidos.
En julio de 2017 ficha por el Córdoba C. F., entonces equipo de la Segunda División, firmando un contrato de dos temporadas. El 13 de marzo de 2018 renovó el contrato hasta 2022 con el club.
En la temporada 2018-19 debutó en la Primera División jugando para el Getafe C. F.
El 25 de enero de 2019 se confirmó su traspaso al Real Valladolid C. F. hasta 2023. Cuatro meses más tarde, consiguió anotar el gol del triunfo en la visita liguera al Rayo Vallecano que supuso la salvación matemática de los pucelanos a una jornada del final del campeonato. A este equipo se marchó el 31 de agosto de 2021 después de que el conjunto vallisoletano lo cediera durante una temporada. Tras la misma volvió a Valladolid y en enero de 2023 fue nuevamente cedido, esta vez al Cádiz C. F. que tenía la obligación de comprarlo si se cumplían determinados objetivos.
El 4 de septiembre de 2024 regresó al Rayo Vallecano firmando para lo que quedaba de temporada. La siguiente también volvió a otro equipo en el que ya había jugado con anterioridad, el Córdoba C. F.

## Clubes
| Club                    | País      | Año       |
| ----------------------- | --------- | --------- |
| F. C. Jumilla           | España    | 2010-2011 |
| C. F. La Nucía          | España    | 2011-2012 |
| Ontinyent C. F.         | España    | 2012-2013 |
| Getafe C. F. "B"        | España    | 2013      |
| Novelda C. F.           | España    | 2013-2014 |
| C. D. Eldense           | España    | 2014-2015 |
| A. D. Alcorcón          | España    | 2015-2016 |
| Granada C. F. "B"       | España    | 2016      |
| Adelaide United         | Australia | 2016-2017 |
| Real Murcia C. F.       | España    | 2017      |
| Córdoba C. F.           | España    | 2017-2018 |
| Getafe C. F.            | España    | 2018-2019 |
| Real Valladolid C. F.   | España    | 2019-2023 |
| Rayo Vallecano (cedido) | España    | 2021-2022 |
| Cádiz C. F. (cedido)    | España    | 2023      |
| Cádiz C. F.             | España    | 2023-2024 |
| Rayo Vallecano          | España    | 2024-2025 |
| Córdoba C. F.           | España    | 2025-act. |